# Barnamellű bülbül
A barnamellű bülbül (Pycnonotus xanthorrhous) a madarak osztályának verébalakúak (Passeriformes) rendjébe és a bülbülfélék (Pycnonotidae) családjába tartozó faj.

## Rendszerezése
A fajt John Anderson skót zoológus írta le 1869-ben.

## Alfajai
- Pycnonotus xanthorrhous andersoni (Swinhoe, 1870) – közép- és dél-Kína;
- Pycnonotus xanthorrhous xanthorrhous (Anderson, 1869) – dél-Kína, észak- és kelet-Mianmar, északkelet-Thaiföld, észak-Laosz, észak-Vietnám.

## Előfordulása
Délkelet-Ázsiában, Kína, Hongkong, Laosz, Mianmar, Thaiföld és Vietnám területén honos.  		
Természetes élőhelyei a szubtrópusi vagy trópusi cserjések, folyók és patakok környékén, valamint vidéki kertek. Állandó, nem vonuló faj.

## Megjelenése
Testhossza 20 centiméter, testtömege 24–31 gramm.

## Életmódja
Gyümölcsökkel, magvakkal és rovarokkal táplálkozik.

## Természetvédelmi helyzete
Az elterjedési területe rendkívül nagy, egyedszáma pedig stabil. A Természetvédelmi Világszövetség Vörös listáján nem fenyegetett fajként szerepel.